# Bernhard Ridder
Bernhard Joseph Franz Ridder (* 25. Juni 1896 in Rheine; † 4. Mai 1967 in Opladen–Lützenkirchen) war ein deutscher römisch-katholischer Priester, Lehrer und Generalpräses des Kolpingwerkes.

## Leben
Ridder, der als Sohn eines Volksschulrektors geboren wurde, studierte nach dem Besuch des humanistischen Gymnasiums in Rheine in Münster katholische Theologie und Philosophie. Von 1914 bis 1918 nahm er als Frontkämpfer am Ersten Weltkrieg teil und wurde bei Verdun verwundet.
Nach der Priesterweihe am 10. Juni 1922 studierte Ridder Religion, Geschichte und Hebräisch für das Lehramt, legte in Münster das Staatsexamen ab und wurde zum Doktor der Theologie promoviert.
Bevor Ridder als Rektor und Religionslehrer in Ahlen und als Studienrat in Duisburg und Opladen wirkte, war er für kurze Zeit Kaplan in Brochterbeck. Nach 1933 wurde er zeitweilig vom Dienst suspendiert und mit Predigtverbot belegt.
Nach 1945 war Ridder wieder als Studienrat am Naturwissenschaftlichen Gymnasium Opladen tätig.
Der Generalrat von Kolping International wählte ihn im Oktober 1948 als Generalpräses zum 5. Nachfolger von Adolph Kolping. Gleichzeitig übernahm er die Aufgabe des Rektor der Minoritenkirche in Köln. Am 25. Oktober wurde er in sein Amt eingeführt. Zum 30. Juni 1961 legte er aus gesundheitlichen Gründen sein Amt als Generalpräses nieder.
Nach seinem Tod wurde er auf dem Friedhof in Lützenkirchen bestattet.

## Kolping-Generalpräses
Nach dem Ende des Zweiten Weltkrieges ist Ridder Präses der Kolpingsfamilie Opladen–Zentral und Mitbegründer einer Siedlungsgemeinschaft. Als Bezirkspräses beteiligt er sich an der Entschuttung der Minoritenkirche in Köln.
Ridder setzt den von seinem Vorgänger Johannes Dahl begonnenen Wiederaufbau des Kolpingwerkes fort. 1955 wird am Kolpingplatz in Köln das umbenannte Haus der Kolpingssöhne mit dem Generalsekretariat und 1958 die Kölner Minoritenkirche wiedererrichtet. In Köln–Deutz öffnet 1959 das neue Bildungsheim, das Philipp–Schlick–Haus, seine Türen. Ab 1949 erscheint das Kolpingsblatt wieder regelmäßig. Ebenso wird die Zeitschrift „Erbe und Aufgabe“ für Vorstände wieder herausgegeben. Neu sind diverse Fachzeitschriften für die Berufsbildung, die mit der Gründung des Berufsbildungswerkes der Deutschen Kolpingsfamilie im Jahre 1950 einhergehen. Der umbenannte Verband der Kolpinghäuser nimmt 1950 seine Tätigkeit wieder auf. 1957 werden das Generalstatut und 1958 die Statuten für die Kolpingsfamilien verabschiedet. Das Entstehen des Jungkolping-Führerat 1960 gibt den Auftakt zur heutigen Kolpingjugend. Früh sucht Ridder die Annäherung an die durch den Krieg zerrissene internationale (Kolping–) Gemeinschaft. Dabei führen ihn zahlreiche Reisen durch Europa sowie Nord– und Südamerika. Die Jugend kann sich erstmals im Sommer 1952 in einem internationalen Zeltlager auf der Schönburg bei Oberwesel begegnen. Daraus erwächst seit 1954 als Zeichen der Versöhnung der alljährliche internationale Kriegsgräbereinsatz des Kolpingwerkes in Lommel, der Vorläufer der Kolping Jugendgemeinschaftsdienste. Erste Entwicklungshelfer werden 1960 im Theodor–Hürth–Haus in Köln–Deutz ausgebildet. Im gleichen Jahr pilgern anlässlich der Umbettung Adolph Kolpings mehr als 50.000 Menschen aus der ganzen Welt in die Kölner Minoritenkirche, um für die Seligsprechung Kolpings zu beten.

## Auszeichnungen
- Großes Verdienstkreuz des Verdienstordens der Bundesrepublik Deutschland (1956)
- Päpstlicher Geheimkämmerer (1957)
- Bernhard–Ridder–Straße in Leverkusen-Opladen (1969)

## Werke
- Die Kontroverse zwischen Petrus Michael Brillmacher S.J. und dem Junker Johann von Münster. Ein Beitrag zur westfälischen Reformationsgeschichte, Verlag Aschendorff, Münster 1929. (Dissertation)
- Geschichte der katholischen Kirche für Schule und Haus in Überblicken. Band I. Die apostolische Zeit. Das Christentum und die heidnische Kultur, Verlag Herder, Freiburg 1950.
- (mit Adolph L. H. Geck) Theodor Brauer. Ein sozialer Kämpfer; Gedenkschrift zur 10. Wiederkehr seines Todestages, Kolping–Verlag, Köln 1952.
- Kolping-Predigten. Predigten und Predigtskizzen über das Leben und aus dem Geiste des Gesellenvaters Adolf Kolping, 2 Bände, Kolping–Verlag, Köln 1953.
- Geschichte der katholischen Kirche für Schule und Haus in Überblicken. Band II: Das Christentum und die abendländische Kultur, Verlag Herder, Freiburg 1953.
- Geschichte der katholischen Kirche für Schule und Haus in Überblicken. Band III: Das Christentum und die moderne Kultur, Verlag Herder, Freiburg 1954.
- Männer des Kolpingwerkes. Lebensbilder aus der hundertjährigen Geschichte des Kolpingwerkes, Kolping–Verlag, Köln 1955.
- Das Kolpingwerk im Urteil der öffentlichen Meinung, Kolping–Verlag, Köln 1956.
- Adolf Kolping der Gesellenvater, Verlag für religiöses Schrifttum Krueckemeyer, Saarbrücken 1956.
- Treu Kolping. Lebensbilder von Kolpingsöhnen und Präsides aus der mehr als hundertjährigen Geschichte des Kolpingwerkes, Köln 1958.
- Kolpings Grabeskirche. Das Familienheiligtum der Kolpingssöhne, Kolping-Verlag, Köln 1958.
- Kolping in aller Welt. Ein Überblick über die geschichtliche Entwicklung des Kolpingwerkes, Kolping–Verlag, Köln 1959.
- Person und Leben Kolpings in Urkunden und im Urteil von Zeitgenossen, Kolping-Verlag, Köln 1960.
- Die Kolpingsöhne in ihren Diözesanverbänden, Köln 1960.
- Unter dem Kolpingbanner. Kolpingsöhne und Präsides, wie sie lebten und wirkten, Köln ohne Jahr.